# Ringina antarctica
Ringina antarctica är en spindelart som först beskrevs av Hickman 1939.  Ringina antarctica ingår i släktet Ringina och familjen täckvävarspindlar.
Artens utbredningsområde är Crozetön. Inga underarter finns listade i Catalogue of Life.